# Core Foundation
Core FoundationはCocoaのFoundationに相当するものをC言語で記述したもの。実装をCへ移した理由は、Carbonとの共有コードベースを備えるためだと考えられる。
Core FoundationはオープンソースのDarwinの一部であるため、必要に応じてソースコードを閲覧することができる。C言語で書かれているものの、オブジェクト指向の雰囲気は残しており、参照カウンタを用いたメモリ管理などObjective-Cに近いものになっている。Core FoundationのオブジェクトはCFTypeと呼ばれる不透明 (opaque) な構造体であり、ヘッダー部をObjective-C互換にすることでメッセージ送信との混在利用が可能としている (toll-free bridge)。
Core Foundationに含まれるものはCFで始まる名前がつけられている。たとえばCFString（NSStringに相当）やCFArray（NSArrayに相当）、Mac OS X v10.3以降ではCFStream（NSStreamに相当）など。他にQuartz (Core Graphics) のCGXxx、SearchKitのSKXxxなどもCFType互換となっており、相関性の高いインターフェースを備えている。
Core Foundationの本家であるCocoaもまずはC言語で実装し、それをObjective-Cでラップするという流れになっているようである。
macOSでの実装が基本であるが、主たる機能がCoreFoundation.dll、CoreGraphics.dll等の形でWindows上に移植されている。
これらのライブラリは、同社のウェブブラウザSafariの移植に活用されていた。APIそのものは公開されていないが、一部のユーザーによって、同DLLでCore Foundationの機能をWindows上で実現させる方法が発見されている。